# Орлово (Комьянское муниципальное образование)
Орлово — деревня в Грязовецком районе Вологодской области на реке Комья.
Входит в состав Комьянского муниципального образования, с точки зрения административно-территориального деления — в Комьянский сельсовет.
Расстояние по автодороге до районного центра Грязовца — 26,9 км, до центра муниципального образования Хорошево — 4,8 км. Ближайшие населённые пункты — Логиново, Патракеево, Огарково, Старый Дор.
По переписи 2002 года население — 7 человек.